# یواس‌اس لیندنوالد (ال‌اس‌دی-۶)
یواس‌اس لیندنوالد (ال‌اس‌دی-۶) (به انگلیسی: USS Lindenwald (LSD-6)) یک کشتی بود که طول آن 457 ft 9 in (139.5 m) overall بود. این کشتی در سال ۱۹۴۳ ساخته شد.